# Gregory Jbara
Gregory Jbara (Westland, 28 settembre 1961) è un attore statunitense.
Ex marito di Rebecca Luker, è attualmente sposato con Julie, da cui ha avuto due figli: Aidan e Zachary. Nel 2009 è nominato al Tony Award al miglior attore non protagonista in un musical per la sua interpretazione nel musical di Billy Elliot a Broadway.

## Filmografia parziale

### Attore

#### Cinema
- Mr. Crocodile Dundee 2, regia di John Cornell (1988)
- Un giorno... per caso (One Fine Day), regia di Michael Hoffman (1996)
- In & Out, regia di Frank Oz  (1997)
- Sogno di una notte di mezza estate (A Midsummer Night's Dream), regia di Michael Hoffman (1999)
- Cement - Fino all'ultimo colpo (Cement), regia di Adrian Pasdar  (1999)
- Epic Movie, regia di Jason Friedberg e Aaron Seltzer (2007)
- Remember Me, regia di Allen Coulter (2010)
- Broken City, regia di Albert e Allen Hughes (2013)
- Oppenheimer, regia di Christopher Nolan (2023)

#### Televisione
- Malcolm (Malcolm in the Middle) – serie TV, un episodio (2001)
- Crossing Jordan - serie TV, episodio 2x02 (2002)
- West Wing - Tutti gli uomini del Presidente (The West Wing) - serie TV, episodio 4x19 (2003)
- Friends - serie TV, 1 episodio (2004)
- Blue Bloods - serie TV, 181 episodi (2011-2024)

### Doppiatore
- Mucche alla riscossa (Home on the Range), regia di William Finn, John Sanford (2004)

## Doppiatori italiani
Nelle versioni in italiano delle opere in cui ha recitato, Gregory Jbara è stato doppiato da:
- Oreste Baldini in In & Out
- Emidio La Vella in Sogno di una notte di mezza estate
- Sergio Di Stefano in Malcolm
- Guido Roberto in Ally McBeal
- Claudio Sorrentino in Epic Movie
- Simone Mori in Remember Me
- Ambrogio Colombo in Detective Monk
- Riccardo Peroni in Blue Bloods
- Luca Dal Fabbro in Oppenheimer

Da doppiatore è sostituito da:
- Luca Dal Fabbro in Mucche alla riscossa